# Championnat d'Ouzbékistan de football 2002
Navigation
Saison précédente Saison suivante
La saison 2002 du Championnat d'Ouzbékistan de football est la onzième édition de la première division en Ouzbékistan, organisée sous forme de poule unique, l'Oliy Liga, où toutes les équipes se rencontrent deux fois au cours de la saison. En fin de saison, les deux derniers du classement sont relégués et remplacés par les deux meilleures équipes de Birinchi Liga, la deuxième division ouzbék.
C'est le Pakhtakor Tachkent qui remporte le championnat cette saison après avoir terminé en tête du classement final, avec cinq points d'avance sur le tenant du titre, le Neftchi Ferghana et quinze sur le FK Kyzylkum Zarafshan. C'est le 3e titre de champion d'Ouzbékistan de l'histoire du club, qui réussit même le doublé en s'imposant en finale de la Coupe d'Ouzbékistan, face au Neftchi Ferghana.
Avant le démarrage de la saison, le FK Academia Tachkent est remplacé par un club olympique, dans le but de préparer l'équipe nationale. Ce projet est rapidement abandonné, à la suite de la fusion de cette équipe au Pakhtakor Tachkent. La place vacante en championnat est donc donné au dernier club relégué la saison dernière, à savoir le FK Surxon Termiz.
La réforme de la Ligue des champions de l'AFC et la modification de son calendrier fait qu'il n'y a aucune qualification continentale en fin de saison.

## Clubs participants
- Pakhtakor Tachkent
- Neftchi Ferghana
- Sogdiana Jizzakh
- FK Boukhara
- Navbahor Namangan
- Zarafshon Navoiy
- PFK Andijan
- FK Kyzylkum Zarafshan
- Traktor Tachkent
- FK Surxon Termiz
- FK Samarqand-Dinamo
- Nasaf Qarshi
- Metallurg Bekabad
- FK Dostlik Tachkent
- Temiryulchi Kokand - Promu de Birinchi Liga
- Mash'al Mubarek - Promu de Birinchi Liga

## Compétition
Le barème de points servant à établir le classement se décompose ainsi :
- Victoire : 3 points
- Match nul : 1 point
- Défaite : 0 point

### Classement
| Rang | Équipe                | Pts | J  | G  | N | P  | Bp | Bc | Diff |
| ---- | --------------------- | --- | -- | -- | - | -- | -- | -- | ---- |
| 1    | Pakhtakor Tachkent C  | 74  | 30 | 24 | 2 | 4  | 85 | 22 | +63  |
| 2    | Neftchi Ferghana T    | 69  | 30 | 22 | 3 | 5  | 82 | 32 | +50  |
| 3    | FK Kyzylkum Zarafshan | 59  | 30 | 18 | 5 | 7  | 67 | 34 | +33  |
| 4    | Nasaf Qarshi          | 58  | 30 | 18 | 4 | 8  | 59 | 38 | +21  |
| 5    | Metallurg Bekabad     | 48  | 30 | 14 | 6 | 10 | 40 | 35 | +5   |
| 6    | Navbahor Namangan     | 46  | 30 | 14 | 4 | 12 | 53 | 39 | +14  |
| 7    | FK Boukhara           | 41  | 30 | 12 | 5 | 13 | 37 | 53 | -16  |
| 8    | FK Dostlik Tachkent   | 35  | 30 | 11 | 2 | 17 | 37 | 49 | -12  |
| 9    | FK Surxon Termiz      | 33  | 30 | 10 | 3 | 17 | 38 | 54 | -16  |
| 10   | Mash'al Mubarek P     | 33  | 30 | 9  | 6 | 15 | 36 | 53 | -17  |
| 11   | PFK Andijan           | 33  | 30 | 9  | 6 | 15 | 43 | 61 | -18  |
| 12   | Traktor Tachkent      | 33  | 30 | 9  | 6 | 15 | 39 | 58 | -19  |
| 13   | FK Samarqand-Dinamo   | 32  | 30 | 9  | 5 | 16 | 24 | 46 | -22  |
| 14   | Temiryulchi Kokand P  | 32  | 30 | 10 | 2 | 18 | 31 | 60 | -29  |
| 15   | Zarafshon Navoi       | 31  | 30 | 9  | 4 | 17 | 38 | 53 | -15  |
| 16   | Sogdiana Jizzakh      | 29  | 30 | 8  | 5 | 17 | 33 | 55 | -22  |

|  | Champion d'Ouzbékistan 2002                                                         |
|  | Relégation directe en Birinchi Liga                                                 |
|  | T: Tenant du titre C: Vainqueur de la Coupe d'Ouzbékistan P: Promu de Birinchi Liga |

## Bilan de la saison
| Championnat d'Ouzbékistan de football 2002 |                               |
| Champion                                   | Pakhtakor Tachkent (3e titre) |
| Coupes et trophées                         |                               |
| Vainqueur de la Coupe d'Ouzbékistan 2002   | Pakhtakor Tachkent            |
| Promotions et relégations                  |                               |
| Promus en Oliy Liga                        | FK Guliston                   |
| Promus en Oliy Liga                        | Tsementchi Kuvasai            |
| Relégués en Birinchi Liga                  | Zarafshon Navoiy              |
| Relégués en Birinchi Liga                  | Sogdiana Jizzakh              |